# Nổi dậy tại Lào
Những cuộc Nổi dậy ở Lào là những xung đột quân sự lẻ tẻ đang diễn ra giữa Quân đội Nhân dân Lào với những cựu thành viên chủ chốt của Đội quân bí mật hoặc với những người Hmong sợ bị chính quyền trả thù do họ đã hỗ trợ cho những chiến dịch chống cộng của Mỹ thực hiện ở Lào trong cuộc chiến tranh Việt Nam. Tuy bị trấn áp quyết liệt nhưng dĩ vãng về những cuộc nổi dậy của những người bảo hoàng vào đầu những năm 1980 vẫn được tiếp nối thông qua các lực lượng du kích khoảng 1000 người hoạt động một cách không thường xuyên. Một cuộc nổi dậy của những người cánh hữu với sự hỗ trợ từ bên ngoài đã được thực hiện tuy nhiên nó đã kết thúc trước thập niên 1990. Đến năm 2007, lãnh đạo Hmong Vang Pao lưu vong tại Mỹ bị truy tố vì âm mưu lật đổ chính phủ Cộng hòa Dân chủ Nhân dân Lào. Dù vậy Vang Pao về sau được tòa án Hoa Kỳ trả tự do. Phong trào của người Hmong nổi dậy về cơ bản đã chấm dứt.

## Lịch sử quân nổi dậy

### Cuộc nổi dậy của người H'Mông
Xung đột bắt nguồn từ ba sự kiện xảy ra trước khi Lào độc lập: Hoàng thân Souphanouvong thất bại khi tổ chức đảo chính, người H'Mông trợ giúp người Pháp chống lại quân Lào và Việt Nam ở Xiêng Khoảng và người Pháp ban cho người H'Mông ở Lào quyền lợi ngang bằng với người Lào.
Năm 1946, sau khi Nhật Bản chấm dứt sự chiếm đóng, Hoàng tử Souphanouvong cùng các anh em cùng cha khác mẹ là Hoàng tử Souvanna Phouma và Hoàng tử Phetsarath thành lập hai chính phủ độc lập riêng biệt, nhanh chóng lật đổ Quốc vương Lào Sisavang Vong, người muốn giao đất nước trở lại quyền cai trị của đế quốc. Người Hmong, trong hơn nửa thế kỷ liên kết với Pháp, đã được họ (Người Pháp) trao quyền bình đẳng như người Lào. Touby Lyfoung, một nhà lãnh đạo quan trọng của người Hmong, được chính quyền Pháp khen ngợi vì đã lãnh đạo một lực lượng kết hợp giữa Pháp, Lào và Hmong để giải phóng Xiêng Khoảng khỏi một lực lượng cộng sản của người Lào và Việt Nam và cứu các đại diện của Pháp trong làng. Hành động này là một phần của Chiến tranh Đông Dương lần thứ nhất.
Đặc biệt sau khi Pháp rút quân khỏi Đông Dương sau thất bại tại Điện Biên Phủ và sự can dự nhằm ngăn chặn cộng sản lan rộng ở Lào của Hoa Kỳ, họ đã coi người Hmong như là 1 lực lượng ngăn chặn cộng sản, với một căn cứ chính ở Long Cheng, tỉnh Xiengkhuang. Bằng cách đó, họ đã sử dụng người Hmong để xâm chiếm Lào và biến đất nước đó như 1 quân cờ trong thuyết domino. Dựa vào đó, lực lượng người Hmong đã thực thi những nhiệm vụ như giải cứu phi công Hoa Kỳ (đưa những phi công này đến nơi gọi là "thành phố bí mật") và hỗ trợ cho các đợt ném bom của Hoa Kỳ.
Đến năm 1975, sau khi chiến tranh Việt Nam kết thúc, hơn 30.000 người Hmong đã bị đưa đến các trại cải tạo như những tù nhân chính trị, nơi họ thụ án vô định, đôi khi là chung thân. Chịu đựng lao động chân tay nặng nhọc và điều kiện khó khăn, nhiều người đã chết.